# Kang Byul
Kang Byul (9 de agosto de 1990) es una actriz surcoreana. 

## Carrera
Debutó como actriz en 2008 y obtuvo su primer papel principal en el serie Miss Mamma Mia (2015).
En abril del 2019 se anunció que se había unido al elenco de la serie Level Up donde dará vida a Bae Ya-chae, el CEO de una agencia de entretenimiento que Ahn Dan-te (Sung Hoon) revivió y de quien está enamorada aunque él no le corresponde.

## Filmografía

### Serie de televisión
| Año  | Título                   | Rol                        | Red         |
| ---- | ------------------------ | -------------------------- | ----------- |
| 2009 | Creating Destiny         | Han Hyo-eun                | MBC         |
| 2010 | Kim Su-ro, The Iron King | Ah-hyo/Ah-ni               | MBC         |
| 2010 | Harvest Villa            | Park Song-yi               | tvN         |
| 2012 | Rooftop Prince           | Lady Mimi                  | SBS         |
| 2013 | The Fugitive of Joseon   | Choi Woo-young             | KBS2        |
| 2013 | Ugly Alert               | Gong Jin-joo               | SBS         |
| 2014 | God's Gift - 14 Days     | novia de Han Ki-tae (ep.6) | SBS         |
| 2015 | Miss Mamma Mia           | Seo Young-joo              | KBS Drama   |
| 2015 | Save the Family          | Lee Hae-soo                | KBS1        |
| 2016 | Always Spring            | Joo In-jeong               | MBC         |
| 2019 | Level Up                 | Bae Ya-chae                | Dramax, MBN |
| 2022 | A Secret House           | Nam Tae-hee                | MBC         |

### Películas
| Año  | Título          | Rol          |
| ---- | --------------- | ------------ |
| 2009 | A Blood Pledge  | Kang Bo-yoon |
| 2011 | Punch           | Jeong Yun-ha |
| 2012 | Don't Click     | Jung-mi      |
| 2015 | Seoul Searching | Sue-Jin      |
| 2015 | The File        | Soo-gyeong   |
| 2021 | A Trap          | [ 9 ]        |

### Espectáculo de variedades
| Año  | Título                          | Red  | Notas |
| ---- | ------------------------------- | ---- | ----- |
| 2008 | Jun Jin and 4 High School Girls | Mnet |       |
| 2015 | Star Golden Bell                | KBS  |       |

### Vídeos musicales
| Año  | Título de la canción    | Artista |
| ---- | ----------------------- | ------- |
| 2012 | "Made Another Girl Cry" | 2BiC    |